# Abdullah Kazim
Abdullah Kazim (Arabic:عبد الله كاظم; sinh ngày 31 tháng 7 năm 1996) là một cầu thủ bóng đá người Các Tiểu vương quốc Ả Rập Thống nhất. Hiện tại anh thi đấu cho Al-Wasl.